# Calciatore dell'anno (Paraguay)
Calciatore paraguaiano dell'anno è un premio calcistico assegnato al miglior calciatore paraguaiano dell'anno solare. Il riconoscimento nacque nel 1997 ed è offerto dal giornale ABC Color, celebre giornale paraguaiano con sede ad Asunción.

## Vincitori
| Anno | Calciatore              | Squadra                      | Fonte |
| ---- | ----------------------- | ---------------------------- | ----- |
| 1997 | Carlos Gamarra          | Benfica                      | [ 1 ] |
| 1998 | Carlos Gamarra          | Corinthians                  | [ 1 ] |
| 1999 | Roque Santa Cruz        | Olimpia / Bayern Monaco      | [ 1 ] |
| 2000 | José Cardozo            | Toluca                       | [ 1 ] |
| 2001 | Roberto Acuña           | Real Saragozza               | [ 1 ] |
| 2002 | José Cardozo            | Toluca                       | [ 1 ] |
| 2003 | José Cardozo            | Toluca                       | [ 1 ] |
| 2004 | Justo Villar            | Newell's Old Boys            | [ 1 ] |
| 2005 | Julio dos Santos        | Cerro Porteño                | [ 1 ] |
| 2006 | Óscar Cardozo           | Nacional / Newell's Old Boys | [ 1 ] |
| 2007 | Salvador Cabañas        | América                      | [ 1 ] |
| 2008 | Claudio Morel Rodríguez | Boca Juniors                 | [ 1 ] |
| 2009 | Óscar Cardozo           | Benfica                      | [ 1 ] |
| 2010 | Lucas Barrios           | Borussia Dortmund            | [ 1 ] |
| 2011 | Pablo Zeballos          | Olimpia                      | [ 1 ] |
| 2012 | Pablo Aguilar           | Tijuana                      | [ 1 ] |
| 2013 | Ángel Romero            | Cerro Porteño                | [ 1 ] |
| 2014 | Fernando Fernández      | Guaraní                      | [ 1 ] |
| 2015 | Derlis González         | Basilea / Dinamo Kiev        | [ 1 ] |
| 2016 | Rodrigo Rojas           | Cerro Porteño                | [ 1 ] |
| 2017 | Miguel Almirón          | Atlanta United               | [ 1 ] |
| 2018 | Miguel Almirón          | Atlanta United               | [ 1 ] |
| 2019 | Roque Santa Cruz        | Olimpia                      | [ 2 ] |